# Akira Endo (bioquímico)
Akira Endo (遠藤 章, Endō Akira), (Higashiyuri, 14 de noviembre de 1933 - Tokio, 5 de junio de 2024) fue un bioquímico japonés cuya investigación sobre la relación entre los hongos y la biosíntesis del colesterol condujo al desarrollo de estatinas, que se encuentran entre los productos farmacéuticos más vendidos de la historia.
Endo recibió el Premio de Japón en 2006,  el Premio de Investigación Médica Clínica Lasker-DeBakey en 2008,  el Premio Internacional Gairdner de Canadá en 2017.

## Biografía
Endo nació en una granja en el norte de Japón y desde muy joven se interesó por los hongos, siendo admirador de Alexander Fleming. Obtuvo una licenciatura en bioquímica en la Universidad de Tohoku (Facultad de Agricultura) en Sendai en 1957 y un doctorado en bioquímica en la misma universidad en 1966.
Endo fue profesor de la Universidad de Tokio entre 1986 y 1997 y fue nombrado profesor honorario en 2008.
Endo murió el 5 de junio de 2024, a la edad de 90 años.

## Carrera
De 1957 a 1978 trabajó como investigador en la empresa química Sankyo Co. Inicialmente trabajó en enzimas fúngicas para procesar jugos de frutas.  Los descubrimientos en este campo le dieron la oportunidad de mudarse a la ciudad de Nueva York en 1966 y pasar dos años en la Facultad de Medicina Albert Einstein como investigador asociado  trabajando sobre el colesterol. 
Su trabajo más importante, en la década de 1970, fue sobre los extrolitos de hongos y su influencia en la síntesis de colesterol. Planteó la hipótesis de que los hongos utilizaban sustancias químicas para protegerse de los organismos parásitos inhibiendo la síntesis de colesterol. Las membranas celulares de los hongos contienen ergosterol en lugar de colesterol, lo que les permite producir compuestos que inhiben el colesterol. En 1971 descubrió que un caldo de cultivo con citrinina tenía una potente actividad inhibidora contra la HMG-CoA reductasa y reducía los niveles de colesterol sérico en ratas, pero la investigación se suspendió debido a la toxicidad renal.
Endo estudió 6.000 compuestos, de los cuales tres extrolitos del moho de Penicillium citrinum aislados de una muestra de arroz recolectada en una tienda de granos de Kioto mostraron un efecto. Los resultados de los estudios clínicos sólo se notificaron en 1980.
Uno de ellos, la mevastatina, fue el primer miembro de la clase de fármacos de las estatinas. Poco después, se encontró lovastatina, la primera estatina comercial, en el moho Aspergillus. Aunque la mevastatina nunca llegó a ser un fármaco aprobado, el derivado de la mevastatina, la pravastatina, sí lo hizo.
A finales de los años 70, Endo regresó a Tokio y fue profesor asociado y más tarde profesor titular (1986-) en la Universidad de Agricultura y Tecnología de Tokio entre 1979 y 1997. Después de su jubilación oficial, se convirtió en presidente de Biopharm Research Laboratories . 

## Reconocimiento
Endo recibió varios otros premios durante su carrera: 
- Premio Joven Investigador en Química Agrícola (Japón), 1966
- Premio Heinrich Wieland por el descubrimiento de los inhibidores de la HMG-CoA reductasa (Alemania Occidental), 1987
- Premio Toray de Ciencia y Tecnología (Japón), 1988
- Premio de la Fundación Warren Alpert ( Escuela de Medicina de Harvard, EE. UU.), 2000
- Premio Massry de la Facultad de Medicina Keck de la Universidad del Sur de California en 2006
- Premio Japón en 2006,
- Premio Lasker-DeBakey a la Investigación Médica Clínica, 2008
- Incluido en el Salón de la Fama Nacional de Inventores, Alexandria, VA 2012 [11]
- Premio Internacional Fundación Gairdner, 2017
- Premio Medalla de Oro ESC, 2021 [12]

Aparte del reconocimiento, Endo nunca obtuvo beneficios económicos de su descubrimiento, a pesar de que las estatinas se encuentran entre los medicamentos más recetados. "Los millones de personas cuyas vidas se prolongarán gracias a la terapia con estatinas se lo deben todo a Akira Endo", según Michael S. Brown y Joseph L. Goldstein, que ganaron el Premio Nobel en 1986 por trabajos relacionados con el colesterol. 